# Nikolai von Dellingshausen
Le baron Nikolai von Dellingshausen, né le 5/17 octobre 1827 à Saint-Pétersbourg et mort le 18/30 septembre 1896 à Riga, est un gentilhomme allemand de la Baltique, sujet de l'Empire russe, qui fut physicien de la nature et homme politique local.

## Biographie
Dellingshausen entre au prestigieux corps des Pages de Saint-Pétersbourg dont il sort en 1845 avec le grade de porte-enseigne. Il est admis au régiment de la garde Préobrajensky, mais donne sa démission un an plus tard en tant que lieutenant, afin de se consacrer à ses études de philosophie et de sciences naturelles. Il est étudiant de 1846 à 1850 à l'université allemande de Dorpat, puis à celle d'Heidelberg. Il y étudie la physique, la chimie et les mathématiques. Il publie un ouvrage à Leipzig en 1851 sur la physique spéculative et commence à l'université de Leipzig des études de sciences naturelles.
Il se consacre à partir de 1854 à la gestion de son domaine de Kattentack et à celle de ses autres domaines de Sauß, de Loop, de Höbbet, et de Wattküll (paroisse de St.-Katharinen) dans le Wierland faisant partie du gouvernement d'Estland. Il a aussi la responsabilité de différentes fonctions à l'assemblée des seigneurs d'Estland, dont il est d'ailleurs le président en 1868-1869.
Il continue de plus ses recherches et ses travaux d'écriture de sciences naturelles dans ses différents manoirs et y donne même des conférences et des leçons. Il fut le chef de la Chevalerie Estonienne de 1868 à 1869.

## Œuvres

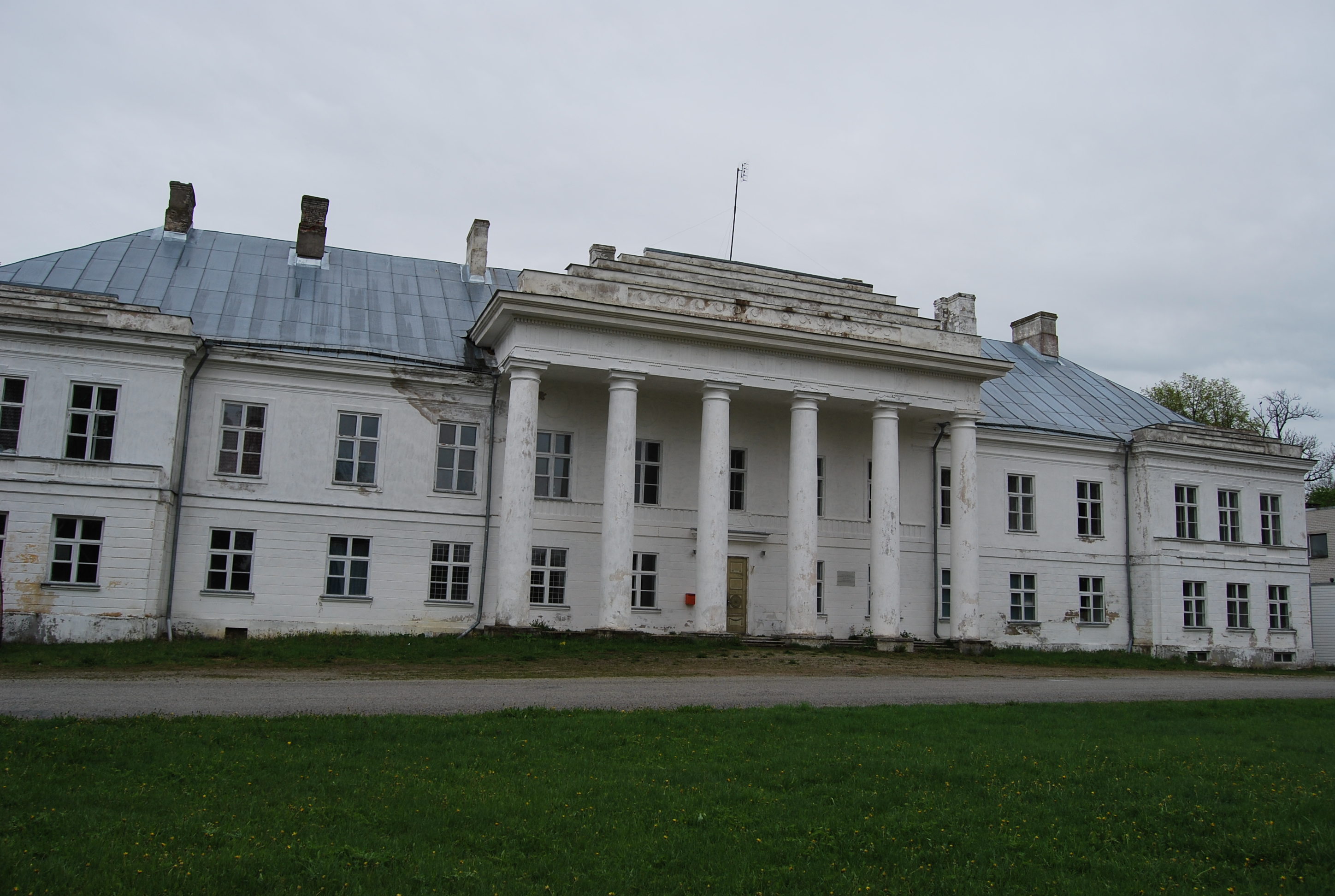
Vue du château de Kattentack

- Versuch einer speculativen Physik, Leipzig, 1851
- Grunzüge der Vibrationstheorie der Natur, Reval, 1872
- Beiträge zur mechanischen Wärmetheorie, Heidelberg, 1874
- Die rationellen Formeln der Chemie auf Grundlage der mechanischen Wärmetheorie, Heidelberg, 1874, 2e tome en 1877
- Das Räthsel der Gravitation, Heidelberg, 1880
- Die Schwere oder dans Wirksamwerden der potentiellen Energie, Stuttgart, 1884
- Grundzüge der kinetischen Naturlehre, Heidelberg, 1898